# 肯妮·貝兒

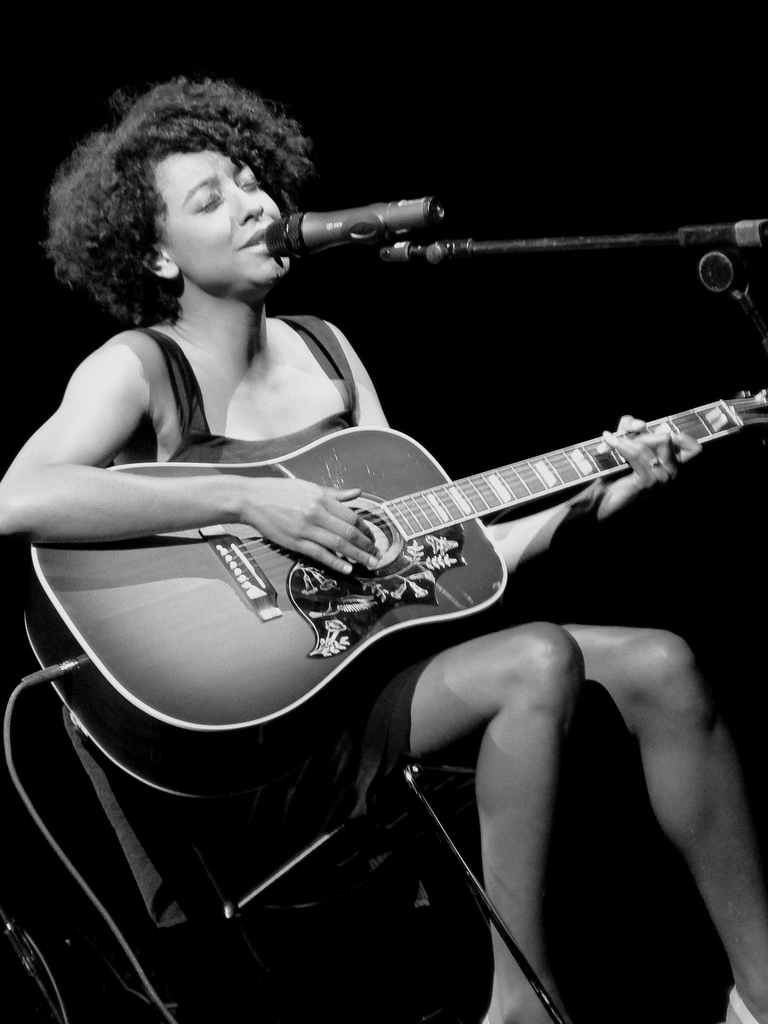
肯妮·貝兒

肯妮貝兒（1979年2月26日—），英国热门的曲作者、女歌手，出生于利兹，2006年发行了其第一张同名专辑《肯妮贝儿》（Corinne Bailey Rae）。

## 專輯
- 2006: 《Corinne Bailey Rae》
- 2010: 《The Sea》

### DVD
- 2007: 《Live in London & New York》